# Rosa Brun
Rosa Brun Jaén (Madrid, 1955) es una pintora española cuya producción artística se mueve entre el conceptualismo, el minimalismo y los color fields estadounidenses. Desde los años 80 vive y trabaja en Granada.El día 9 de junio de 2023, tomó posesión como miembro de la Real Academia de Bellas Artes de San Fernando en Madrid.

## Biografía
Estudia Bellas Artes en la Universidad Complutense de Madrid y obtiene el doctorado en la Universidad de Granada. La importancia de los materiales artísticos, el contacto con el entorno natural y el estudio de los espacios "vacíos" de la naturaleza la llevan a interesarse por el juego entre pintura, escultura y espacio, todo ello tintado de colores monocromos. Más tarde, se doctoró en Bellas Artes por la Universidad de Granada, y desde 1989 compagina su función como docente con el ámbito creativo, siendo actualmente Catedrática de Pintura.
Desde finales de los 80, Brun aboga por un conceptualismo cada vez más presente en sus obras. Con el tiempo, comenzó a interesarse además por la relación que se crea entre sus obras, el espacio expositivo y la arquitectura del museo.

### Trayectoria profesional
Brun comenzó su trayectoria en el arte en su adolescencia. Más adelante, la necesidad de relacionarse con la materia la llevó a estudiar Bellas Artes, momento en el que estableció relaciones entre los materiales, la naturaleza y los espacios vacíos que en ella se encuentran.
Su obra se encuentra entre la escultura y la pintura, basándose en diálogos con algunos artistas minimalistas estadounidenses, como Josef Albers, Ad Reinhardt o Barnett Newman, y manteniendo relación con Rothko y su simplicidad lírica, cromatismo y composiciones estrictas. Tiende a eliminar lo representativo, buscando la simpleza conceptual. En los últimos años, una gran explosión de colores ha marcado su paleta, que antes se limitaba a los colores propios de los materiales que utiliza.
Desde el comienzo de su carrera artística, Brun juega con la interrelación entre la pintura y la escultura, de manera que sus obras no siempre son colgadas en la pared, sino que se apoyan en el suelo o reposan sobre la misma.

En 1985 se celebró su primera exposición individual en la Sala de Exposiciones El Brocense, del Museo de Arte Contemporáneo de Cáceres. Desde entonces, su obra se muestra en diferentes ciudades españolas, fundamentalmente en Madrid, pero también fuera de España, como en el MMOMA de Moscú, o en la New York Public Library de Nueva York (2007). Actualmente, Brun sigue trabajando en obras que conjugan la reflexión sobre la materia, el color, la forma, su interrelación con el espectador interpelando al cuerpo y a los sentidos a participar en su movimiento a través de la obra. Recientes intervenciones como la realizada en Arco 2022, a través del “Proyecto de Artista” marcan su proceso creativo como señala la artista en relación con su propuesta: 
“El punto cero de la abstracción no es un universo primordial idéntico a la nada, sino el instante estremecedor y enigmático en el que la mirada, libre de la curiosidad o la seducción, se tropieza con el color, la textura, el brillo, el volumen y se detiene desconcertada y remansada en lo elemental, lo sencillo, nuestra cuna, el cero”. Rosa Brun
Rosa Brun trata en su obra el dilema que hay dentro de nuevas vías para la abstracción que surge en los noventa en España. Desde finales de los años ochenta, su pintura tiene relación con lo bidimensional, la instalación espacial y la arquitectura. Como material de soporte, utiliza el aluminio, la madera o el papel, por lo que la pintura adquiere cualidades expresivas. Las formas geométricas simples en campos planos de color, de tonalidades saturadas y contrapuestas y con un toque expresivo definen sus obras, que están colocadas unas sobre otras —formando yuxtaposiciones o solapamientos—, interactuando unas con otras. De esta manera, crea en el espectador sensaciones contrarias de equilibrio-caos, calor-frío, peso-levedad, vacío-lleno, verticalidad-horizontalidad. Su obra innova y desarrolla problemáticas que proceden del arte minimalista o la pintura de campo de color norteamericana, con recuerdan a Ad Reinhardt, Donald Judd o Barnett Newman.

## Obras destacadas

### 2012
Ronda, donde el cromatismo posterior está ausente, muestra un paisaje estilizado, con un plano superior que representaría el amanecer o el ocaso, y dos capas inferiores, que corresponderían al horizonte. El gran tamaño de la obra le da un aire monumental, típico de los paisajes del XIX.

### 2014
Lacerta y Circinus, son dos obras pensadas exclusivamente para la Galería Pilar Serra (Madrid) donde expuso en 2014. Estas dos piezas ejemplifican su interés por reflexionar sobre el espacio y las dualidades cromáticas. El frío se enfrenta al calor, la pintura se enfrenta al espacio y la subjetividad desaparece a favor de lo conceptual.
Lima es una pieza donde los colores pretenden hacer que el espectador experimente diferentes estados de ánimo. Las piezas que siguen la forma de Lima, dejan ver la consecuencia de su interés por combinar el orden con las formas impredecibles de aquello que se está creando.

### 2016
Rojo, pintura condicionada por su carácter bidimensional, deja entrever una referencia a la tercera dimensión. Esto se debe a la creación de volúmenes y sombras en el espacio expositivo de la obra, sobre la que también trabaja la artista.

## Exposiciones destacadas
Ha participado en numerosas exposiciones nacionales e internacionales entre las que se encuentran las realizadas en:
“New York Public Library”, 2006, “The Patricia & Phillip Frost Art Museum Florida International University”, Miami, Art Basel, 2011, “Museum of Contemporary Art, MACBA”, Buenos Aires, 2011-2012, “Museo de Arte Contemporáneo de Moscú, MMOMA”, 2011, "The Armory Show", New York, 2010-2011, "Art Chicago”, 2014, “Zona Maco”, México DF, 2016 “Feria de Arte Estambul” 2014, “ARCO Madrid”, desde 1990 a 2022, “Pinta Live Miami”, 2020, Miami.
Sus últimas exposiciones individuales son la realizadas en:
- “Proyecto de Artista” Rosa Brun, ARCO Madrid ,2022, Madrid
- "Rosa Brun" Galería Rafael Ortiz, Sevilla, 17 de marzo-15 de mayo, Sevilla 2021.
- "Acordes" Rosa Brun, Museo Molinos del Río y Caballerizas, 16 de abril-15 de junio, Ayuntamiento Murcia, 2021.
- "Rosa Brun", CAPILLA, Edificio Convalecencia, Rectorado, Campus de Murcia, 16 de abril-15 de junio de 2021.
- DIALECTOCA2M, Museo Centro de Arte Dos de Mayo, Comunidad de Madrid. Del 22 de octubre al 9 de enero de 2022.
- "Acordes de Materia y Luz" Rosa Brun, Espace Expression, Exhibition Center Wynwood Art District in Miami FL,  WWW.ESPACEEXPRESSION.COM del 15 marzo a 30 de junio de 2021, EE. UU.
- “Fundación La Caixa” Gerona, 2021-2022, “Galería Fernández-Braso”, Madrid 2016 y 2020, “CEART”, Fuenlabrada, Madrid, 2017, así como Colectivas: ‘Solo existe si hay alguien que lo observa’. Proyecto Re-Visiones / NUEVAS MIRADAS A LA COLECCIÓN DE ARTE CONTEMPORÁNEO DEL AYUNTAMIENTO DE PAMPLONA. Comisarios: Luisa Fernanda Lindo (Perú) y Sergio Jair Méndez (México). Sala de Armas de la Ciudadela de Pamplona, 2020.
- “Seis creadoras en la Colección.Elena Asins, Rosa Brun, Ángela de la Cruz, Cristina Iglesias, Elena del Rivero y Soledad Sevilla”, 2018. Museo Patio Herreriano - Museo de Arte Contemporáneo Español.Valladolid
- Feria Pinta Miami 2020 Pinta Solo Projects. Con curaduría de Roc Laseca.
- Rosa Brun: Galería Fernández Braso, Miami Live, 2-15 de diciembre. 2020, EE. UU..
- Zona Maco, México Arte Contemporáneo. Galería Nina Menocal, México DF. 3-7 de febrero.2016.
- CI Contemporary Istambul. Galería PILAR SERRA. Mete Cad. Yeni Apt.No:10/10/34437 Taskim, Istambul, Turkey. 13-16 noviembre. 2014.
- EXPO CHICAGO. The Fith International Exposition of Contemporary & Modern Art.Chicago. 22-25 de septiembre de 2016. Galería Nina Menocal.
- “Rosa Brun”, Centro de Arte Contemporáneo, CAC, 10º ANIVERSARIO CAC. CENTRO DE ARTE CONTEMPORÁNEO MÁLAGA.Febrero-28 abril.2013, Málaga.
- The Patricia & Phillip Frost Art Museum Florida International University, Miami, Art Basel, Art Basel/Miami Beach, 2012.
- "EL VACÍO ES UN LUGAR DONDE APOYARSE", R. Brun, C.Calvo, H.Collins, P. Dauder, E. Loozt, A. Tormo. Sala de Exposiciones CAM Alicante. Colección Caja Mediterráneo. 19Sep - 9Dic 2012.
- "A GLOBAL EXCHANGE. GEOMETRIC ABSTRACTION SINCE 1950". Muestra Inaugural MACBA. BUENOS AIRES. ARGENTINA. Septiembre-enero de 2013.
- MUSEO DE ARTE CONTEMPORÁNEO. MOSCÚ. MMOMA. FICCIONES Y REALIDADES: Arte Español de los 2000 en la Colección de Arte Contemporáneo Museo Patio Herreriano, 2011.
- The Armory Show"+, New York, 2010-2011.
- Museo Patio Herreriano, Valladolid; 2011-2012-2018.
- New York Public Library, 2006. EE. UU..

## Obras en museos y colecciones
Los trabajos de Brun se encuentra en Colecciones públicas y privadas, como el Museo Reina Sofía de Madrid, Museo de Arte Contemporáneo Helga de Alvear, Cáceres, Museo Patio Herreriano, Valladolid, Fundación La Caixa, Barcelona,  CA2M, Centro de Arte Dos de Mayo, Comunidad de Madrid, CAC  de Málaga, CAAC, Centro Andaluz de Arte Contemporáneo, Sevilla, Museo Arte Contemporáneo Artium, Vitoria, Colección Banco de España entre otros.

## Premios
- Premio L'Oréal de pintura de 1992.[9]
- Premio Ciudad Expo, Expo Sevilla 92.[10]
- Premio Internacional de Pintura Ybarra, Convento de Santa Inés de Sevilla. Expo 92.[9]

## Menciones

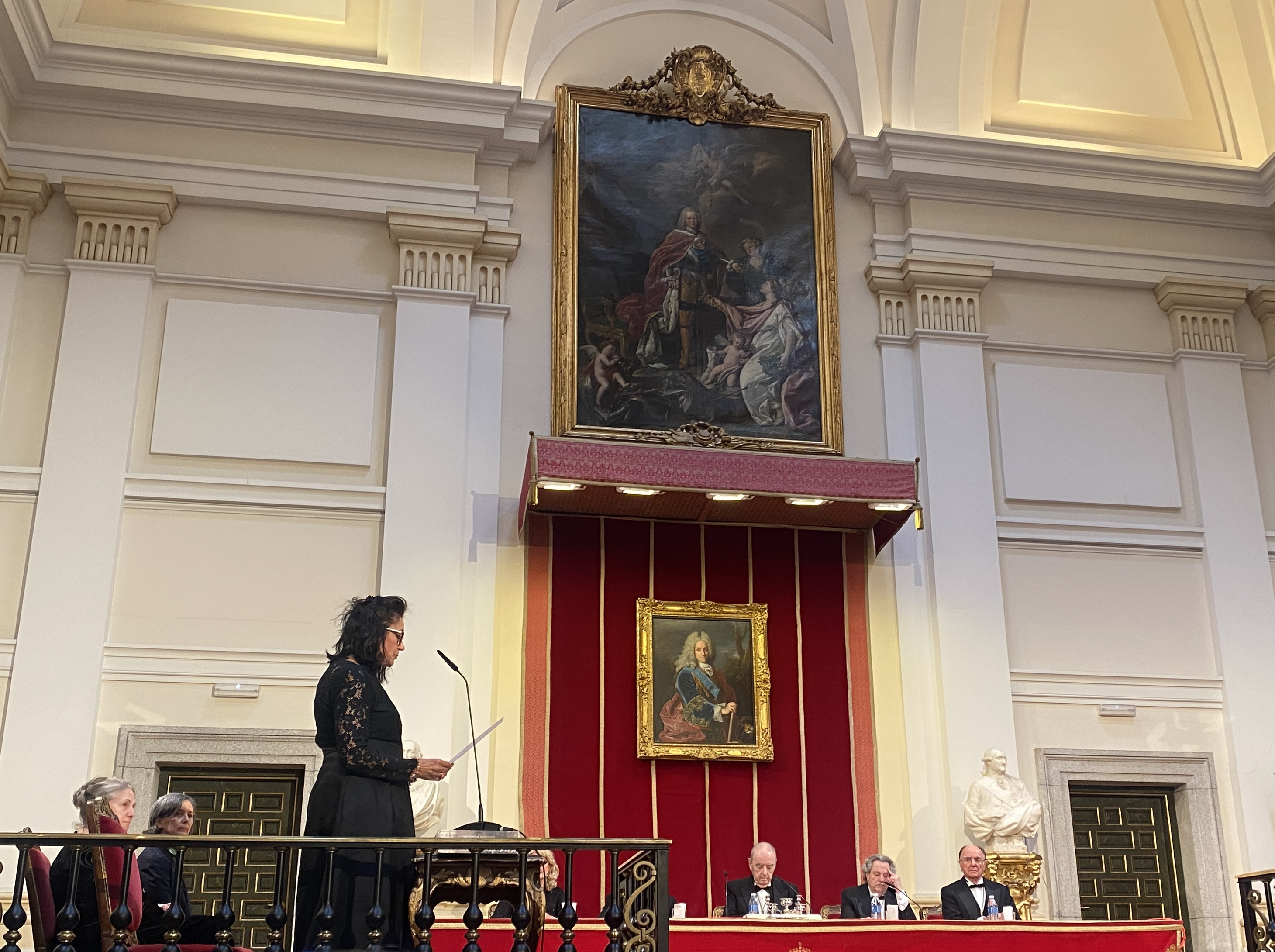
Leyendo el discurso de ingreso en la Real Academia de Bellas Artes en el año 2024

- La Real Academia de Bellas Artes de San Fernando elige Académica de número por la Sección de Pintura a la pintora Rosa Brun. 23 de enero de 2023.[4][3]
- Medalla a las Bellas Artes concedida por la  La Real Academia de Bellas Artes de Granada, el 9 de junio de 2022.[4]